# Aasuvälja (Rägavere)
Aasuvälja je vesnice u Rägavere, v kraji Lääne-Virumaa na severovýchodě Estonska. Je 14 kilometrů vzdálená od města Rakvere a na západ má poblíž město Ulvi. Ve vesnici žije pouhých 21 obyvatel. Je ohraničena řekou Kunda a do Tallinnu odsud vede železnice. Nejbližší železniční stanice je 4 km na severovýchod ve vesnici Viru-Kabala.